# Xã Madison, Quận Richland, Illinois
Xã Madison (tiếng Anh: Madison Township) là một xã thuộc quận Richland, tiểu bang Illinois, Hoa Kỳ. Năm 2010, dân số của xã này là 819 người.